# Kapitänskegel
Der Kapitänskegel oder die Kapitäns-Kegelschnecke (Conus capitaneus) ist eine Schnecke aus der Familie der Kegelschnecken (Gattung Conus), die im Indopazifik verbreitet ist. Sie ernährt sich von erranten Vielborstern (Polychaeta).

## Merkmale
Conus capitaneus trägt ein mittelgroßes bis großes, festes Schneckenhaus, das bei ausgewachsenen Schnecken 5 bis 10 cm Länge erreicht. Der Körperumgang ist kegelförmig, bauchig kegelförmig bis breit kegelförmig oder breitbauchig kegelförmig, der Umriss an der Schulter konvex, weiter unten gerade oder fast gerade, an der linken Seite zur Basis hin konkav. Die Schulter ist gewinkelt, manchmal nur fast gewinkelt. Das Gewinde ist niedrig, sein Umriss leicht s-förmig, gerade oder konkav. Der Protoconch hat drei bis dreieinhalb Umgänge und misst maximal 0,9 mm. Der erste halbe Umgang des Teleoconchs ist mit Tuberkeln besetzt, der folgende halbe Umgang glatt. Die Nahtrampen des Teleoconchs sind fast flach bis leicht konvex mit 2 auf 5 bis 7 zunehmenden spiraligen Rillen. Der Körperumgang ist an der Basis mit in großen Abständen spiralig verlaufenden, oft schwachen Rippen überzogen. Bei fast ausgewachsenen Tieren folgenden den Rippen in verschiedenen Abständen spiralige Reihen von Punktierungen, die manchmal im Bereich der Basis auch bei kleinen Adulten verbleiben.
Die Grundfarbe des Gehäuses ist weiß. Der Körperumgang ist mit breiten braunen oder olivfarbenen spiraligen Banden überzogen, sodass an der Schulter und in der Mitte weiße Banden verbleiben. Die zentrale Bande ist an ihren Kanten durch dunkelbraune Zeichnungen abgegrenzt, von denen manche über die Bande hinweg laufen, während die Bande unter der Schulter von dunkelbraunen Streifen gekreuzt wird. Die spiraligen farbigen Banden sind mit spiraligen Reihen dunkelbrauner grober Punkte oder axialen Streifen unterschiedlicher Länge durchsetzt. Zahlreiche spiralige Reihen winziger brauner Punkte erstrecken sich von der Basis bis zur Schulter, oft nur spärlich innerhalb der weißen Banden und dicht gedrängt weiter vorn, sodass die Basis dunkelbraun erscheint. Die Punkte werden während des Wachstums eher axial als spiralig angeordnet. Die Umgänge des Protoconchs sind gelb, die angrenzenden Nahtrampen grünlich-gelb. Die späteren Nahtrampen sind weiß mit wechselnd breiten, braunen bis schwarzen, radialen Flecken, von denen sich manche als Streifen bis zum Bereich unter der Schulter erstrecken. Die Gehäusemündung ist weiß. Das Muster hält sich durchgehend von etwa 15 mm großen Jungtieren bis zum Adulttier.
Das durchscheinende bis fast undurchsichtige, recht dünne, zur äußeren Lippe jedoch etwas dickere Periostracum ist gelblich bis bräunlich olivfarben und hat auf dem Körperumgang in größeren Abständen stark gebüschelte spiralige Rippen und auf den Nahtrampen eng liegende spiralige Reihen von Borsten.
Der Fuß der Schnecke ist gräulich-gelb bis olivfarben oder grünlich-schwarz mit gelben bis dunkelgelblich-grünen Seiten, manchmal weiß gepunktet und schwarz gefleckt, wobei die Farbe im vorderen Teil der Oberseite fast ganz ins Schwarze übergehen kann. Das Rostrum ist gelblich-grün bis schwarz, die Fühler gelblich-grün und hinter der Spitze spärlich dunkelgrau bis schwarz gefleckt. Der Sipho ist gelblich-grün und dorsolateral stark schwarz gefleckt, ventral dagegen spärlich, bisweilen entweder ganz schwarz oder schwarz mit Ausnahme eines vorderen gelblich-grünen Abschnitts.

## Verbreitung und Lebensraum
Conus capitaneus ist im gesamten Indopazifik von der Küste Ostafrikas (Tansanias) und KwaZulu-Natals über Madagaskar, die Maskarenen, Mauritius bis nach Hawaii, Samoa, Tonga, Japan und Australien (Northern Territory, Queensland, Western Australia) verbreitet, fehlt aber im Roten Meer. Er lebt in der Gezeitenzone und darunter, an den Philippinen bis in Meerestiefen von etwa 240 m, vor allem dicht unter der Gezeitenzone auf Sand an Korallenriffen, aber auch direkt an Korallengestein mit Algenbewuchs, in Löchern im Fels und in Felsspalten.

## Entwicklungszyklus
Wie alle Kegelschnecken ist Conus capitaneus getrenntgeschlechtlich, und das Männchen begattet das Weibchen mit seinem Penis. Das Weibchen legt ihre Eikapseln an der Unterseite von Felsen jeweils in 2 parallelen Reihen mit je etwa 6 Kapseln ab. Die darin befindlichen Eier sind etwa 160 µm groß, woraus geschlossen wird, dass die Veliger-Larven mindestens 27 Tage lang frei schwimmen, bevor sie niedersinken und zu kriechenden Schnecken metamorphosieren.

## Ernährung
Die Beute von Conus capitaneus besteht aus Vielborstern, insbesondere Erranten aus den Familien Eunicidae und Nereididae, die er mit seinen Radulazähnen sticht und mithilfe von Gift aus der Giftdrüse immobilisiert.